# جزیره گنج (فیلم ۱۹۸۲)
«جزیره گنج» (انگلیسی: Treasure Island) یک فیلم روسی است که در سال ۱۹۸۲ منتشر شد.